# Fresh Feeling
Fresh Feeling är en låt och singelskiva av Eels. Singeln släpptes i flera olika versioner år 2001 med olika omslag. Låten kommer från albumet Souljacker.

## Låtlista
1. Fresh Feeling (albumversion)